# بنی ربیعه (یمن)
 بنی ربیعه  به عربی ( بَنی رَبیعة )، روستایی است در دهستان نقذ از توابع استان اَبیَن در کشور یمن در شبه جزیره عربستان.

## جمعیت
جمعیت آن (۸۷ ) نفر (۷ خانوار) می‌باشد.